# Bambanglipuro
Bambanglipuro är en ort i Indonesien.   Den ligger i provinsen Yogyakarta, i den västra delen av landet, 400 km sydost om huvudstaden Jakarta. Bambanglipuro ligger 37 meter över havet och antalet invånare är 44 713.
Terrängen runt Bambanglipuro är platt åt nordväst, men åt sydost är den kuperad. Terrängen runt Bambanglipuro sluttar västerut.Runt Bambanglipuro är det ganska tätbefolkat, med 214 invånare per kvadratkilometer. Närmaste större samhälle är Kasihan, 14,6 km norr om Bambanglipuro. 